# إرمينيو رولو
إرمينيو رولو (بالإيطالية: Erminio Rullo)‏ (مواليد 19 فبراير 1984 في نابولي - إيطاليا) لاعب كرة قدم إيطالي يلعب حاليا لصالح نادي الدرجة الأولى نابولي الإيطالي منذ 2007 في مركز الظهير الأيسر كما يجيد اللعب في مركز الوسط الأيسر .

## روابط خارجية
- إرمينيو رولو على موقع الاتحاد الأوربي (الإنجليزية)
- إرمينيو رولو على موقع قاعدة بيانات كرة القدم.إي يو (الإنجليزية)
- إرمينيو رولو على موقع Soccerway.com (الإنجليزية)
- إرمينيو رولو على موقع عالم كرة القدم.نت (الإنجليزية)
- إرمينيو رولو على موقع كووورة